# Noret (Lemvig)
Noret är en sjö i Danmark.   Den ligger i Lemvigs kommun i Region Mittjylland, 290 km väster om Köpenhamn. 